# 武器対等の原則
武器対等の原則（ぶきたいとうのげんそく）は、民事訴訟法や国際法においても用いられる概念であるが、ここでは、刑法上の概念について説明する。刑法における武器対等の原則とは、正当防衛状況における反撃行為が「やむを得ずにした行為」と評価できるか否かを判断するに際し、侵害者と反撃者の武器の対等性を基準とする原則のことである。
「武器対等」といえるか否かは、後述するように、単に形式的に武器を比較して判断するのではなく、体格や心身の状態等を加味して実質的に比較して判断する。

## 概説
この原則を主張した大越義久は、判例・裁判例を分析する中で、次のような傾向があるとした。
原則として、正当防衛の成立が認められた事案は、素手による攻撃に対しては素手で反撃した場合、兇器による攻撃に対して兇器で反撃した場合、兇器による攻撃に対して素手で反撃した場合であり、過剰防衛の成立が認められた事案は、素手による攻撃に対して兇器で反撃した場合である。
ただし、例外的に、素手による攻撃に対して兇器で反撃した場合であっても、力量に富み柔術を好む者に対し出刃包丁で反撃した事例など、実質的は武器対等といえる場合、侵害者の暴行の苦しさに耐えかね殺されると思い、威嚇の目的で匕首を取り出したところ侵害者が飛びかかって来たため傷害を与えた事例など、他行為への期待可能性がない場合には、相当性を認めた裁判例も存在している。
あくまで、判例の分析という趣旨で主張された判断枠組みであるが、この判断枠組みの主眼は、生じた結果によって防衛行為の相当性が判断されているのではなく、とられた手段によって防衛行為の相当性が判断されている、という点にある。

## 判例
最高裁判例は、「防衛行為が已むことを得ないとは、当該具体的事態の下において当時の社会通念が防衛行為として当然性、妥当性を認め得るものを言うのである。」とするほか、「急迫不正の侵害に対する反撃行為が、自己または他人の権利を防衛する手段として必要最小限度のものであること、すなわち反撃行為が侵害に対する防衛手段として相当性を有するものであることを意味するのであって、反撃行為が右の限度を超えず、したがって侵害に対する防衛手段として相当性を有する以上、その反撃行為により生じた結果がたまたま侵害されようとした法益より大であっても、その反撃行為が正当防衛行為でなくなるものではないと解すべきである。」とするだけであって、具体的な判断基準は示されていない。
平成元年判例は、事案の解決として、原判決が素手対包丁であった点のみを指摘して相当性を否定したのに対し、被告人が被害者よりも「年齢も若く体力にも優れ」ていた点をわざわざ判示しながら相当性を認めたことから、武器対等の原則の形式的適用の問題点を指摘したものと理解できる。本判決の担当調査官も、「防衛手段としての相当性を判断する一つの基準として『武器対等の原則』を用いることには十分な意味があるといえる。」としつつ、「しかし、それは、攻撃者と防衛者との間で体力等においてそれほど差異がなく、素手による侵害行為を排除する方法として、素手で応戦する余裕のある場合に限って妥当する議論であ」ると留保を付しており、「防衛手段としての相当性を判断するに当たって『武器対等の原則』を用いるにしても、それは、侵害者と防衛者との間の年齢差や体力差などの諸事情を十分考慮に入れたうえでの実質的な判断でなければならないと考えられる。」とする。